# Clítoris
Clitóris ou clítoris é um órgão sexual feminino presente em todos os mamíferos e outros animais. É a zona erógena de maior sensibilidade da mulher e geralmente a principal fonte anatómica de prazer sexual. O clitóris é uma estrutura complexa de tamanho e sensibilidade variáveis. No ser humano, a glande do clitóris tem aproximadamente o mesmo tamanho de uma ervilha e estima-se que possua mais de 8000 terminações nervosas sensoriais. A parte visível do órgão situa-se na união frontal dos pequenos lábios da vulva, anterior à abertura da uretra.
Em seres humanos e outros mamíferos, o clitóris desenvolve-se no embrião a partir do tubérculo genital. Inicialmente indiferenciado, este tubérculo desenvolve-se num pénis ou num clitóris, dependendo da presença ou ausência da proteína SRY, a qual é codificada por um único gene no cromossoma Y. Ao contrário do pénis, o órgão homólogo masculino, o clitóris geralmente não contém a parte distal da uretra, pelo que não é usado para urinar. Na maioria dos animais, o clitóris não tem função reprodutiva. No entanto, em alguns mamíferos o clitóris tem função urinária ou reprodutiva.
O clitóris é um tema recorrente de debate em medicina e sexologia e tem sido objeto de estudos e análises sociológicas. Os debates médicos e sexológicos envolvem temas como precisão anatómica, igualdade de género, fatores envolvidos no orgasmo e explicação fisiológica para o ponto G. Embora em seres humanos a única finalidade conhecida do clitóris seja o prazer sexual, tem sido debatido se o órgão é uma estrutura vestigial, se é resultado de uma adaptação evolutiva ou se tem ele próprio uma função reprodutiva. Os estudos sociológicos e culturais abordam o papel do órgão no prazer sexual feminino, a perceção sobre o seu tamanho e profundidade e a diversidade de crenças que envolvem mutilação sexual, como aplicação de piercings no clitóris, remoção do clitóris. A modificação genital pode ser realizada por motivos estéticos, médicos ou culturais, como no caso da mutilação genital feminina.
O contexto social tem um impacto significativo no nível de conhecimento do clitóris. Vários estudos sugerem que, em comparação com outros órgãos, o conhecimento sobre a existência e anatomia do clitóris é relativamente escasso e que uma melhor educação sexual permitiria diminuir o estigma social associado ao corpo feminino e ao prazer sexual feminino. Entre os estigmas sociais estão a noção de que o clítoris e a vulva são visualmente pouco apelativos, de que a masturbação feminina é um tabu ou de ser expectável que o homem domine e controle o orgasmo feminino.

## Etimologia
De acordo com o Oxford English Dictionary, a palavra clitoris é derivada do grego antigo κλειτορίς, kleitoris, possivelmente derivado do verbo κλείειν, klein, fechar, ou fechado. Na língua portuguesa, a palavra clitóris não se flexiona no plural.
O termo clitóride, apesar de mais correto do ponto de vista filológico, tem atualmente poucas ou nenhumas ocorrências.

## Descoberta
A descoberta desta região é normalmente atribuída ao professor de anatomia e cirurgia da Universidade de Pádua, Matteo Realdo Colombo (1516-1559), quando Colombo publicou e o denominou de "prazer de Vénus". No entanto, a descoberta foi reivindicada dois anos mais tarde, por Gabriele Falloppio. Sendo que ambas reivindicações foram descartadas por Caspar Bartholin, o Jovem, no século XVII, quando afirmou que o clitóris já era conhecido por anatomistas desde o século II a.C..

## Estrutura
Durante o desenvolvimento dos órgãos urinários e reprodutores na embriogénese, a genitália indiferenciada é chamada de falo e pode se desenvolver e dar origem ao clitóris ou ao pênis, o que os torna homólogos, assim como os grandes lábios são homólogos do saco escrotal.
A cabeça ou glande do clitóris apresenta normalmente 8000 feixes de fibras nervos (nervo dorsal do clitoris), tendo aproximadamente o dobro do número de fibras nervosas encontradas na pele do pênis. É preenchido internamente por tecido vascular, envolvido pelo músculo isquio -cavernoso. Na parte externa, é revestido por uma mucosa  fina. O ápice do clitóris é bulboso, chamado de glande (glans clitoridis, em alusão à glande do pênis dos homens), onde se encontra a maior parte dos terminais nervosos responsáveis pela sensação de prazer.
O clitóris é uma estrutura complexa que inclui componentes internos e externos. Visível está o capuz de clitóris (prepúcio), que cobre totalmente ou em parte a cabeça (glande clitoridiana) quando este está em repouso. Dentro do corpo estão os crus clitoris (crura) que são constituídos por dois corpos cavernosos que se unem formando o corpo do clitóris.A uretra esponjosa, bulbo clitoridiano (anteriormente designada por vestíbulo bulbar) e períneo esponjosa, de uma rede de nervos e vasos sanguíneos, ligamentos suspensivos, músculo e diafragma pélvico.As estruturas perineais estão interligadas no que se refere à estimulação sensitiva  estendendo-se desde a frente da junção dos pilares (crura) das bordas dos lábios externo (grandes lábios), que se reúnem na base do monte púbico ao frenulum labiorum pudendi, junção posterior dos pequenos lábios. Nos seres humanos, a região da coluna, após a glande clitorial, estende-se vários centímetros para cima e em direção à parte traseira, em frente da divisão da crus do clitóris, que tem forma de um "V" invertido, esta crus estende-se  na profundidade, ao longo dos 2 ramos isquio-pubicos da bacia.
A estrutura do clitóris é responsável pela sua ereção em ocasiões de excitação sexual. Deste modo, a glande do clitóris pode emergir do prepúcio e torna-se mais acessível ao toque.
Masters e Johnson foram os primeiros a determinar que a estrutura do clitóris rodeia e estende-se ao longo da vagina, assim determinaram que todos os orgasmos são de origem clitorial. Mais recentemente, a urologista australiana Dr. Helen O'Connell, utilizando a tecnologia MRI, notou que existe uma relação direta entre as crus clitoris (crura ou pernas ou raízes do clitóris) e o tecido erétil dos bulbos e corpos clitoridianos, e a uretra e a vagina distais. Ela afirma que esta relação de interligação é a explicação fisiológica para o ponto G e a experiência do orgasmo vaginal, tendo em vista a estimulação das partes internas do clitóris durante a penetração da vagina.
Durante a relação sexual humana, a estimulação e o orgasmo, o clitóris e toda a genitália ficam túrgidos e mudam de cor quando estes tecidos eréteis enchem com sangue, e experimentam contrações vaginais. Masters e Johnson documentada a ciclo resposta sexuais, que tem quatro fases e ainda é o clinicamente aceito como definição do orgasmo humano, dividido em: fase de excitação, fase de platô, fase do orgasmo e fase de resolução. Investigação mais recente determinou que alguns podem experimentar uma orgasmo prolongado intenso através da estimulação do clitóris e permanecem na fase do orgasmo por muito mais tempo do que os estudos originais indicaram, evidenciado pela turgência genital, mudança de cor, e contrações vaginais.
|  |  |  |

De acordo com um artigo publicado em 6 de outubro de 2014 na  revista científica Clinical Anatomy, que discute a terminologia, o clitóris interna não existe: o clitóris é um órgão externo. O clitóris não é composto por dois arcos, mas por glande, o corpo, e crura. "Bulbos do clitóris" é um termo incorreto do ponto de vista embriológico e anatômico: o termo correto é "bulbos vestibulares." Os músculos bulbocavernoso estão implicados no vaginismo inferior, enquanto que o músculo pubovaginal é responsável para o vaginismo superior. O complexo do clítoris ou clitóris-uretra vaginal não tem suporte embriológico, anatômico e fisiológico: a vagina não tem relação anatômica com o clitóris, e o clitóris é um órgão perineal enquanto o suposto ponto G é na uretra pélvica. Os orgasmos do ponto G/vaginal/clitoriano, são termos incorretos: assim como "orgasmo masculino" é o termo correto, "orgasmo feminino" é o termo correto. Além disso, a ejaculação feminina, ejaculação precoce, Transtorno da Excitação Genital Persistente (PGAD), glândulas periuretrais, componente genito sensorial vaginal-cervical do nervo vago, e amplificação do ponto G, são termos sem base científica. A satisfação sexual feminina é baseada em orgasmo: em todas as mulheres, o orgasmo é sempre possível se os órgãos eréteis femininos, ou seja, o pênis feminino, são efetivamente estimulado durante a masturbação, cunnilingus (sexo oral), masturbação pelo parceiro, ou durante a relação sexual vaginal/anal, se o clitóris é simplesmente estimulada com um dedo.

### Origem do clitóris

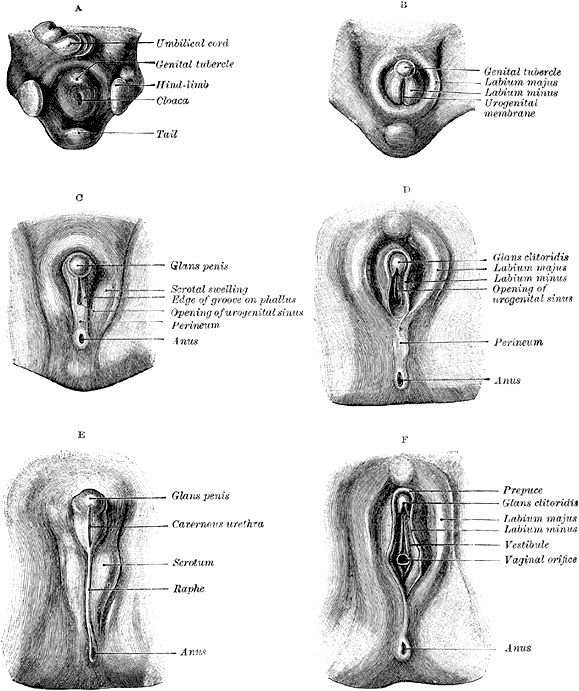
Desenvolvimento da genitália externa. A: Desenvolvimento em comum. C,E: Desenvolvimento masculino. B,D, F: Desenvolvimento feminino

Pesquisadores têm se dedicado a estudar as origens ontogenéticas dos órgãos sexuais masculinos e femininos, observando seu desenvolvimento desde o embrião até à puberdade. Os estudos apontaram uma homologia, ou seja, uma origem comum entre pênis e clitóris.
No início do desenvolvimento do embrião, suas células ainda indiferenciadas são influenciadas pelos hormônios maternos, direcionando o desenvolvimento do corpo dos embriões masculinos e femininos para uma forma feminina. Num estágio imediatamente anterior à diferenciação sexual, a região que se tornara a genitália externa apresenta os grandes lábios e a saída da uretra e o falo, ainda neste estado não há a entrada do canal vaginal, assim como o próprio canal vaginal. Somente quando as gônadas masculinas são formadas e começam a produzir testosterona é que o falo começa a se desenvolver e ocorre o processo de criação da uretra para dar origem ao órgão sexual masculino e os grandes lábios se fusionam para dar origem ao saco escrotal. Ou seja, é basicamente pela influência de um hormônio que existe diferenciação sexual entre homens e mulheres no início de seu desenvolvimento. Quando ocorre a diferenciação em gônadas femininas o falo não se desenvolve e há a criação do canal vaginal.

### O clitóris em outras espécies
O clitóris, como descrito acima, só é conhecido em mamíferos, embora outros grupos de animais possam apresentar estruturas análogas. Em muitas espécies de mamíferos, o clitóris não apresenta uma função evidente ligada ao sexo, visto que nessas espécies não é detetado o orgasmo nas fêmeas. Em hienas, por exemplo, o clitóris é tão grande quanto o pênis dos machos, e durante a cópula, a fêmea sente dores intensas ao passo que seu clitóris sofre lacerações. Em muitas espécies, o clitóris é pequeno ou quase inexistente. Em baleias, pode chegar a 8 centímetros de comprimento. Em algumas espécies, sobretudo em marsupiais, o clitóris apresenta duas glandes. Em gatos e civetas, o clitóris é sustentado por um pequeno osso, que o torna rígido e semelhante a um pênis.

## Função evolutiva
Em seres humanos, o clitóris é especialmente sensível, e assume função importante durante o ato sexual. O prazer ligado ao sexo é um mecanismo evolutivo que favorece a reprodução, oferecendo o orgasmo como recompensa ao ato sexual. Nas mulheres, o clitóris é uma das estruturas envolvidas diretamente na penetração capazes de causar orgasmo (a outra, interna, é uma zona sensível no interior da vagina, e chamada popularmente de ponto G). Na posição sexual mais comum em nossa espécie, onde o homem deita-se de frente sobre o corpo da mulher, o clitóris é constantemente friccionado pela pelve do homem, o que pode levar ao orgasmo mesmo sem a excitação do "ponto G". Há controvérsias sobre este assunto, pois o se o clitóris ficar posicionado longe da penetração não e algo que estimula a reprodução.
O clitóris sensível pode ter sido, portanto, uma solução evolutiva, uma característica selecionada para se adequar à anatomia e ao posicionamento durante o ato sexual, de forma a produzir prazer intenso e favorecer a reprodução.

## Clitóris e as sociedades
O clitóris é tradicionalmente encarado pela maioria das sociedades humanas como um tabu que não pode ser visto, tocado, ou mencionado sem que haja extrema intimidade entre a mulher e seu(ua) parceiro(a), mesmo em culturas onde não se utilizam vestimentas cobrindo as genitálias.
A circuncisão feminina, ou seja, a laceração ou amputação (excisão) do clitóris (mutilação genital feminina), é praticada em algumas sociedades, especialmente em algumas tribos africanas, famosas pelas reportagens e relatos da imprensa, que muitas vezes qualificam este ritual como sendo "bárbaro" (o que é uma verdade perante os Direitos Humanos, já que são feitos sem a permissão das mulheres vitimizadas) e uma "violação dos direitos humanos". O termo técnico para a "castração feminina" é clitoridectomia.

## Clitoromegalia

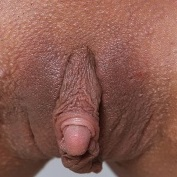
Clitoromegalia (percebe-se claramente a glande clitoriana aumentada).

Como a maior parte das estruturas do corpo humano, cada clitóris varia em tamanho e constituição. Um artigo publicado no Journal of Obstetrics and Gynecology, em Julho de 1992, estipula que a largura média da glande clitoridiana está entre 2,5 milímetros a 4,5 milímetros em indicando que a sua dimensão é em média menor do que uma borracha de lápis.
O tamanho do clítoris pode variar imenso, sendo que em alguns podem ser quase impercetíveis, e outros é extremamente grande. Alguns clitóris podem ser muito reduzidos (que nem quando eretos conseguem emergir do prepúcio) ou muito desenvolvidos, embora isso não influencie na sensação de prazer, porém há casos em que terminações nervosas são defeituosas e o clitóris é incapaz desta sensação. Há casos raros em que o clitóris é hipertrofiado ao ponto de se assemelhar a um micropênis. Algumas variações intersexo estão associadas a essa atipicidade.
Mesmo que um clítoris grande seja perfeitamente normal e saudável, algumas pessoas acreditam não ser algo natural.

#### Publicações
- Baskin, Laurence S.; Yucel, Selcuk; Cunha, Gerald R.; Glickman, Stephen E.; Place, Ned J. (janeiro de 2006). «A Neuroanatomical Comparison of Humans and Spotted Hyena, a Natural Animal Model for Common Urogenital Sinus: Clinical Reflections on Feminizing Genitoplasty». Journal of Urology. 175 (1): 276–83. PMID 16406926. doi:10.1016/S0022-5347(05)00014-5
- Battaglia, Cesare; Venturoli, Stefano (agosto de 2009). «Persistent Genital Arousal Disorder and Trazodone. Morphometric and Vascular Modifications of the Clitoris. A Case Report». The Journal of Sexual Medicine. 6 (10): 2896–2900. PMID 19674253. doi:10.1111/j.1743-6109.2009.01418.x
- Foldès, Pierre; Buisson, Odile (2009). «The clitoral complex: a dynamic sonographic study». The Journal of Sexual Medicine. 6 (5): 1223–31. PMID 19453931. doi:10.1111/j.1743-6109.2009.01231.x
- Blechner, Mark J. (2017). «The Clitoris: Anatomical and Psychological Issues». Studies in Gender and Sexuality. 18 (3): 190–200. doi:10.1080/15240657.2017.1349509
- Chivers, Meredith L. (2007).  Wiederman, Michael W, ed. «A Narrow (But Thorough) Examination of the Evolutionary Significance of Female Orgasm». Journal of Sex Research. 44 (1): 104–5. doi:10.1080/00224490709336797
- Copcu, Eray; Aktas, Alper; Sivrioglu, Nazan; Copcu, Ozgen; Oztan, Yucel (2004). «Idiopathic isolated clitoromegaly: A report of two cases». Reprod Health. 1 (1): 4. PMC 523860. PMID 15461813. doi:10.1186/1742-4755-1-4
- Glickman, Stephen E.; Cunha, Gerald R.; Drea, Christine M.; Conley, Alan J.; Place, Ned J. (2006). «Mammalian sexual differentiation: lessons from the spotted hyena». Trends in Endocrinology and Metabolism. 17 (9): 349–56. PMID 17010637. doi:10.1016/j.tem.2006.09.005
- Goldmeier, D; Leiblum, SR (2006). «Persistent genital arousal in women – a new syndrome entity». International Journal of STD & AIDS. 17 (4): 215–6. PMID 16595040. doi:10.1258/095646206776253480
- Harvey, Elizabeth D. (inverno de 2002). «Anatomies of Rapture: Clitoral Politics/Medical Blazons». Signs. 27 (2): 315–46. JSTOR 3175784. doi:10.1086/495689
- Hawkins, C. E.; Dallas, J. F.; Fowler, P. A.; Woodroffe, R.; Racey, P. A. (1 de março de 2002). «Transient Masculinization in the Fossa, Cryptoprocta ferox (Carnivora, Viverridae)». Biology of Reproduction. 66 (3): 610–615. PMID 11870065. doi:10.1095/biolreprod66.3.610
- Jocelyn, Henry David; Setchell, Brian Peter (1972). «Regnier de Graaf on the human reproductive organs. An annotated translation of 'Tractatus de Virorum Organis Generationi Inservientibus' (1668) and 'De Mulierub Organis Generationi Inservientibus Tractatus Novus' (1672)». Journal of Reproduction and Fertility. Supplement. 17: 1–222. OCLC 468341279. PMID 4567037
- Kammerer-Doak, Dorothy; Rogers, Rebecca G. (junho de 2008). «Female Sexual Function and Dysfunction». Obstetrics and Gynecology Clinics of North America. 35 (2): 169–83, vii. PMID 18486835. doi:10.1016/j.ogc.2008.03.006
- Kawatani, Masahito; Tanowitza, Michael;  et al. (fevereiro de 1994). «Morphological and electrophysiological analysis of the peripheral and central afferent pathways from the clitoris of the cat». Brain Research. 646 (1): 26–36. PMID 7519963. doi:10.1016/0006-8993(94)90054-X
- Kilchevsky, Amichai; Vardi, Yoram; Lowenstein, Lior; Gruenwald, Ilan (janeiro de 2012). «Is the Female G-Spot Truly a Distinct Anatomic Entity?». The Journal of Sexual Medicine. 9 (3): 719–26. PMID 22240236. doi:10.1111/j.1743-6109.2011.02623.x
  - Cox, Lauren (19 de janeiro de 2012). «G-Spot Does Not Exist, 'Without A Doubt,' Say Researchers». The Huffington Post
- Komisaruk, Barry R.; Wise, Nan; Frangos, Eleni; Liu, Wen-Ching; Allen, Kachina; Brody, Stuart (outubro de 2011). «Women's Clitoris, Vagina, and Cervix Mapped on the Sensory Cortex: fMRI Evidence». The Journal of Sexual Medicine. 8 (10): 2822–30. PMC 3186818. PMID 21797981. doi:10.1111/j.1743-6109.2011.02388.x
  - «Surprise finding in response to nipple stimulation». CBS News. 5 de agosto de 2011
- Lloyd, Jillian; Crouch, Naomi S.; Minto, Catherine L.; Liao, Lih-Mei; Creighton, Sarah M (maio de 2005). «Female genital appearance: 'normality' unfolds» (PDF). British Journal of Obstetrics and Gynaecology. 112 (6): 643–646. CiteSeerX 10.1.1.585.1427. PMID 15842291. doi:10.1111/j.1471-0528.2004.00517.x
- Mah, Kenneth; Binik, Yitzchak M (agosto de 2001). «The nature of human orgasm: a critical review of major trends». Clinical Psychology Review. 21 (6): 823–56. PMID 11497209. doi:10.1016/S0272-7358(00)00069-6
- Martin-Alguacil, Nieves; Pfaff, Donald W.; Shelley, Deborah N.; Schober, Justine M. (junho de 2008). «Clitoral sexual arousal: an immunocytochemical and innervation study of the clitoris». BJUI. 101 (11): 1407–13. PMID 18454796. doi:10.1111/j.1464-410X.2008.07625.x
- O'Connell, Helen E.; Sanjeevan, Kalavampara V.; Hutson, John M. (outubro de 2005). «Anatomy of the clitoris». The Journal of Urology. 174 (4): 1189–95. PMID 16145367. doi:10.1097/01.ju.0000173639.38898.cd
  - Mascall, Sharon (11 de junho de 2006). «Time for rethink on the clitoris». BBC News
- Ogletree, Shirley Matile; Ginsburg, Harvey J. (2000). «Kept Under the Hood: Neglect of the Clitoris in Common Vernacular». Sex Roles. 43 (11–12): 917–26. doi:10.1023/A:1011093123517
- Moore, Lisa Jean; Clarke, Adele E. (abril de 1995). «Clitoral Conventions and Transgressions: Graphic Representations in Anatomy Texts, c1900-1991». Feminist Studies. 21 (2): 255–301. JSTOR 3178262. doi:10.2307/3178262
- Puppo, Vincenzo (setembro de 2011). «Anatomy of the Clitoris: Revision and Clarifications about the Anatomical Terms for the Clitoris Proposed (without Scientific Bases) by Helen O'Connell, Emmanuele Jannini, and Odile Buisson». ISRN Obstetrics and Gynecology. 2011 (ID 261464): 261464. PMC 3175415. PMID 21941661. doi:10.5402/2011/261464
- Rubenstein, N. M.; Cunha, G. R.; Wang, Y. Z.; Campbell, K. L.; Conley, A. J.; Catania, K. C.; Glickman, S. E.; Place, N. J. (dezembro de 2003). «Variation in ovarian morphology in four species of New World moles with a peniform clitoris». Reproduction. 126 (6): 713–719. PMID 14748690. doi:10.1530/rep.0.1260713
- Schmotzer, B.; Zimmerman, A. (15 de abril de 1922).  von Eggeling, H., ed. «Über die weiblichen Begattungsorgane der gefleckten Hyäne» [About the female sexual organs of the spotted hyena]. Anatomischer Anzeiger [Anatomical Gazette] (em alemão). 55 (12/13): 257–64
- Şenaylı, Atilla; Ankara, Etlik (dezembro de 2011). «Controversies on clitoroplasty». Therapeutic Advances in Urology. 3 (6): 273–7. PMC 3229251. PMID 22164197. doi:10.1177/1756287211428165
- Sinclair, Adriane Watkins; Glickman, Stephen E.; Baskin, Laurence; Cunha, Gerald R. (março de 2016). «Anatomy of mole external genitalia: setting the record straight». The Anatomical Record. 299 (3): 385–399. PMC 4752857. PMID 26694958. doi:10.1002/ar.23309
- Smith, K. C.; Parkinson, T. J.; Long, S. E.; Barr, F. J. (2000). «Anatomical, cytogenetic and behavioural studies of freemartin ewes». Veterinary Record. 146 (20): 574–8. PMID 10839234. doi:10.1136/vr.146.20.574
- Szykman, Micaela; Engh, Anne; Van Horn, Russell; Holekamp, Kay; Boydston, Erin (2007). «Courtship and mating in free-living spotted hyenas» (PDF). Behaviour. 144 (7): 815–46. CiteSeerX 10.1.1.630.5755. JSTOR 4536481. doi:10.1163/156853907781476418
- Verkauf, BS; Von Thron, J; O'Brien, WF (1992). «Clitoral size in normal women». Obstetrics & Gynecology. 80 (1): 41–4. PMID 1603495
- Wade, Lisa D.; Kremer, Emily C.; Brown, Jessica (2005). «The Incidental Orgasm: The Presence of Clitoral Knowledge and the Absence of Orgasm for Women». Women & Health. 42 (1): 117–38. PMID 16418125. doi:10.1300/J013v42n01_07
- Waskul, Dennis D.; Vannini, Phillip; Wiesen, Desiree (2007). «Women and Their Clitoris: Personal Discovery, Signification, and Use». Symbolic Interaction. 30 (2): 151–74. doi:10.1525/si.2007.30.2.151. hdl:10170/157
- Yang, Claire C.; Cold, Christopher J.; Yilmaz, Ugur; Maravilla, Kenneth R. (abril de 2006). «Sexually responsive vascular tissue of the vulva». BJUI. 97 (4): 766–72. PMID 16536770. doi:10.1111/j.1464-410X.2005.05961.x